# 10081 Dantaylor
10081 Dantaylor è un asteroide della fascia principale. Scoperto nel 1990, presenta un'orbita caratterizzata da un semiasse maggiore pari a 2,2120477 au e da un'eccentricità di 0,1792986, inclinata di 4,15128° rispetto all'eclittica.